# جون جي. ديفيس
جون جي. ديفيس (بالإنجليزية: John G. Davis)‏ هو سياسي أمريكي، ولد في 10 أكتوبر 1810 في فليمينغسبورغ في الولايات المتحدة، وتوفي في 18 يناير 1866 في تير هوت في الولايات المتحدة. حزبياً، نشط في الحزب الديمقراطي. وقد انتخب عضو مجلس النواب الأمريكي.